# Cantone di Saint-Amant-de-Boixe
Il Cantone di Saint-Amant-de-Boixe era una divisione amministrativa dell'arrondissement di Angoulême.
A seguito della riforma approvata con decreto del 20 febbraio 2014, che ha avuto attuazione dopo le elezioni dipartimentali del 2015, è stato soppresso.

## Composizione
Comprendeva i comuni di:
- Ambérac
- Anais
- Aussac-Vadalle
- La Chapelle
- Coulonges
- Maine-de-Boixe
- Marsac
- Montignac-Charente
- Nanclars
- Saint-Amant-de-Boixe
- Tourriers
- Vars
- Vervant
- Villejoubert
- Vouharte
- Xambes